# 普化
普化（ふけ、生没年不詳）は、中国・唐代の禅僧であり、臨済義玄（? - 867年）の語録である『臨済録』の中で、臨済がシテの立場であるとするなら、ワキの役どころを演じているが、その行動が異様なものが多く、風狂僧や神異僧の部類に属する。
馬祖道一の法を嗣いだ盤山宝積の弟子と伝えられるが、『臨済録』に登場する以前の経歴は明らかではない。ただ、師の入滅前の、門弟子たちに対する「私の本当の姿を描けるか」という問いに対して、普化のみが、ただトンボ返りをうったことで、師に喜ばれ、「風狂を演じあげて、世間を騒がせよう」と賞賛されたと伝えられている。
また、その名も、通称であり、本名はおろか、受戒の僧名も明らかではない。普化とは、神出鬼没の普化が、突然に街頭に現れ、道行く人の耳もとで鈴を振り乞食した、つまり「普く化を求めた」ことから付いた俗称である。この場合の「化」は、「施し、布施」の意味である。
また、その寝泊りする場所は、墓地であったという。日が昇ると、市場に現れたという。そして、鈴を振りながら叫ぶ「明るいのが来れば打つ、暗いのが来れば打つ」と。それを聞いた臨済が小坊主を使って探りを入れる。「全くどこからも来なければ、どうするんだ」と。普化の答えは、「明日は、大悲院でお斎（とき）があるよ」という意外なものであった。
翌日、普化が臨済院を訪れる。臨済は歓待する。普化の食べ方がおかずだけを平らげるという異様なものだったので、臨済が「まるでロバだ」と批評する。普化は「メー」と鳴く。臨済は絶句。すかさず普化が「小僧（＝臨済）には、片目しかないね」と言って去って行く。
というのが、『臨済録』中の、臨済と普化の有名な逸話である。了然大悟した筈の臨済の上を行く存在として、普化は重要な役割を演じている。
その最期も、風狂僧にふさわしい話となっている。ある日、普化が「法衣をくれ」と叫んで、街中を歩き回る。それに対して、臨済が棺桶をしつらえさせ、それを普化に渡す。普化は喜び、「臨済が私に法衣をくれた。私は東門で入滅しよう」と言う。群集が東門に向かうと、「今日はやめた、明日、南門で入滅する」と言う。ということが続き、普化はなかなか入寂しない。四日目になって、誰も来なくなった。すると、普化は一人で城外に出て、棺の中に入り、道行く人に釘で蓋をしてもらった。すぐに城内にそのことが伝わり、群集が押しかけ、棺を開いてみると、中は空っぽであった。そして、ただ、空中に普化の、あの鈴の音が響くのみであった、というものである。
これは、道教の尸解（しかい）に類したもので、仏僧でも、高僧の最期としては、達磨にも見られるように、決して珍しいものではない。